# Comuna Monastîrok, Iarmolînți
Monastîrok (în ucraineană Монастирок) este o comună în raionul Iarmolînți, regiunea Hmelnîțkîi, Ucraina, formată din satele Ivankivți, Mîhalkivți și Monastîrok (reședința).

## Demografie
Componența lingvistică a comunei Monastîrok
     Ucraineană (97,83%)
     Rusă (1,87%)
     Alte limbi (0,3%)
Conform recensământului din 2001, majoritatea populației comunei Monastîrok era vorbitoare de ucraineană (97,83%), existând în minoritate și vorbitori de rusă (1,87%).